# Hans Gasteiger
Hans Gasteiger (* 5. Dezember 1876 in Donauwörth; † 18. Mai 1965 in München) war ein deutscher Politiker (SPD), bayerischer Minister für soziale Fürsorge und Mitglied des Bayerischen Landtags.

## Leben
Nach dem Abschluss der Schlosserlehre und anschließendem Besuch einer Fortbildungsschule ging Hans Gasteiger auf Wanderschaft. Von 1902 bis 1906 war er Vorsitzender des Gewerkschaftskartells in Bamberg, von Dezember 1907 bis Juni 1911 Geschäftsführer des Deutschen Metallarbeiter-Verbandes in Schweinfurt und von 1911 bis November 1918 – mit Unterbrechung durch den Kriegsdienst von 1914 bis 1917 – Bezirksleiter des freigewerkschaftlichen Verbandes mit Sitz in Nürnberg. Ende 1918 war er für zwei Monate Referent für Arbeiterangelegenheiten im Staatsministerium für soziale Fürsorge und wurde am 21. März 1919 Staatsrat und am 1. September 1919 Abteilungsvorstand im Rang eines Ministerialrats und Stellvertreter des Ministers Hans Unterleitner, der ihn am  8. April mit der Leitung des Ministeriums beauftragte. Bis zum 29. März 1920 führte er das Ministerium, als er durch Beschluss des Ministerrats vom 26. März abgelöst wurde.
1928 wechselte er als Ministerialrat in das Staatsministerium des Äußern (ab 1932 mit der Bezeichnung „Staatsministerium des Äußern, für Wirtschaft und Arbeit“).
Im März 1933 wurde Gasteiger beurlaubt und im Juni des Jahres wegen (angeblicher) „nachgewiesener“ Dienstunfähigkeit in den Ruhestand verabschiedet und zeitweise inhaftiert.
Rechtsgrundlage für diese Maßnahme waren die Bestimmungen des Gesetzes zur Wiederherstellung des Berufsbeamtentums. Dieses ermöglichte den Nationalsozialisten, unerwünschte Personen aus dem Dienstverhältnis zu entfernen.
Gasteiger war 1894 in die SPD eingetreten und von 1919 bis 1924 und von 1928 bis zum 22. Oktober 1931 Mitglied des Bayerischen Landtags. Dieser hatte durch Beschluss vom 22. Oktober 1931 entsprechend der Entscheidungen des Staatsgerichtshofs vom 12. Februar 1930 und 26. Februar 1931 Gasteigers Mandat für ungültig erklärt.